# Лепетиха
Лепети́ха — село в Україні, у Березнегуватській селищній громаді Баштанського району Миколаївської області. Населення становить 1190 осіб.

## Історія
Село засноване наприкінці ХІХ ст. Першими його поселенцями були жителі Великої Лепетихи Таврійської губернії.
1929 року перебувало у складі Березнегуватського району.
Під час Великої Вітчизняної війни жителі села активно боролися проти німецько-фашистських загарбників. За звʼязок з партизанами в 1943 році фашисти закатували 6 комсомольців, а в 1944 році стратили підпільника М. В. Рябенького.
12 червня 2020 року, відповідно до розпорядження Кабінету Міністрів України № 726-р «Про визначення адміністративних центрів та затвердження територій територіальних громад Херсонської області», село увійшло до складу Березнегуватської селищної громади.
19 липня 2020 року, в результаті адміністративно-територіальної реформи та ліквідації Березнегуватського району, село увійшло до складу новоутвореного Баштанського району.